# Siêu cúp Anh 2012
FA Community Shield 2012 (hay Siêu Cúp Anh 2012 theo truyền thông tiếng Việt) là trận tranh danh hiệu FA Community Shield thứ 90 được, diễn ra vào ngày 12 tháng 8 năm 2012, giữa đội vô địch Giải bóng đá ngoại hạng Anh 2011-12 Manchester City và đội vô địch cúp FA 2011-12 Chelsea.
Manchester City giành chiến thắng 3-2 và đây là danh hiệu FA Community Shield lần thứ tư của họ.
Trận đấu không diễn ra trên sân vận động Wembley như những năm trước đó vì sân này được sử dụng cho Thế vận hội Mùa hè 2012.

## Thông tin trước trận đấu

### Sân vận động
Thông thường, trận tranh FA Community Shield sẽ diễn ra lúc 15 giờ BST nhưng trận đấu này do trùng vào dịp bế mạc Thế vận hội Mùa hè 2012 nên diễn ra lúc 13 giờ 30 BST.
Để tránh sự kiện Thế vận hội Mùa hè 2012, Hiệp hội bóng đá Anh đã đồng ý để FA Community Shield 2012 diễn ra tại địa điểm khác Luân Đôn như thường lệ. Trong những năm khi sân Wembley không sử dụng được, Sân vận động Thiên niên kỷ tại Cardiff sẽ được choọn tuy nhiên năm nay sân này cũng là nơi diễn ra nhiều trận đấu tại Thế vận hội trước đó. Nhiều sân vận động khác đã được đem ra cân nhắc lựa chọn bao gồm Old Trafford tại Manchester, St James' Park tại Newcastle, Sân vận động Ánh sáng tại Sunderland, Sân vận động Etihad, Anfield tại Liverpool và Villa Park tại Birmingham.
Cuối cùng vào ngày 1 tháng 8 năm 2011, sân Villa Park đã được chọn làm địa điểm tổ chức trận đấu. Quyết định này đã được chính thức thông qua sau khi mùa bóng kết thúc và Villa Park là địa điểm trung lập lý tưởng cho hai đội bóng tranh tài từ hai thành phố Luân Đôn và Manchester.

### Trọng tài
Tổ trọng tài điều khiển trận đấu được công bố ngày 3 tháng 7 năm 2012. Trọng tài Kevin Friend là trọng tài chính của trận đấu. Các trợ lý trọng tài bao gồm Michael McDonough và Richard West, trọng tài thứ tư là Anthony Taylor và Charles Breakspear là trợ lý trọng tài dự bị.

## Trận đấu
| Chelsea                   | 2–3      | Manchester City                      |
| ------------------------- | -------- | ------------------------------------ |
| Torres 40' · Bertrand 80' | Chi tiết | Y. Touré 53' · Tévez 59' · Nasri 65' |

| Chelsea | Manchester City |

| GK                      | 1  | Petr Čech          |       |     |
| RB                      | 2  | Branislav Ivanović | 42'   |     |
| CB                      | 4  | David Luiz         |       |     |
| CB                      | 26 | John Terry (c)     |       |     |
| LB                      | 3  | Ashley Cole        | 62'   |     |
| CM                      | 12 | Mikel John Obi     | 45+1' |     |
| CM                      | 8  | Frank Lampard      | 45+1' |     |
| RW                      | 7  | Ramires            | 32'   |     |
| AM                      | 10 | Juan Mata          |       | 75' |
| LW                      | 17 | Eden Hazard        |       | 72' |
| CF                      | 9  | Fernando Torres    |       |     |
| Dự bị:                  |    |                    |       |     |
| GK                      | 22 | Ross Turnbull      |       |     |
| DF                      | 24 | Gary Cahill        |       |     |
| DF                      | 34 | Ryan Bertrand      | 80'   | 72' |
| MF                      | 5  | Michael Essien     |       |     |
| MF                      | 16 | Raul Meireles      |       |     |
| FW                      | 23 | Daniel Sturridge   | 75'   |     |
| FW                      | 40 | Lucas Piazón       |       |     |
| Huấn luyện viên trưởng: |    |                    |       |     |
| Roberto Di Matteo       |    |                    |       |     |

| GK                      | 30 | Costel Pantilimon   | 80' |     |
| CB                      | 15 | Stefan Savić        | 11' | 46' |
| CB                      | 4  | Vincent Kompany (c) | 49' |     |
| CB                      | 5  | Pablo Zabaleta      |     |     |
| RM                      | 7  | James Milner        |     |     |
| CM                      | 34 | Nigel de Jong       |     |     |
| CM                      | 42 | Yaya Touré          |     |     |
| LM                      | 13 | Aleksandar Kolarov  |     |     |
| AM                      | 8  | Samir Nasri         |     | 77' |
| CF                      | 32 | Carlos Tévez        |     | 89' |
| CF                      | 16 | Sergio Agüero       |     |     |
| Dự bị:                  |    |                     |     |     |
| GK                      | 63 | Eirik Johansen      |     |     |
| DF                      | 22 | Gaël Clichy         |     | 46' |
| DF                      | 28 | Kolo Touré          |     |     |
| MF                      | 11 | Adam Johnson        |     |     |
| MF                      | 21 | David Silva         |     | 77' |
| MF                      | 62 | Abdul Razak         |     |     |
| FW                      | 10 | Edin Džeko          |     | 89' |
| Huấn luyện viên trưởng: |    |                     |     |     |
| Roberto Mancini         |    |                     |     |     |

| Cầu thủ xuất sắc nhất trận đấu - Yaya Touré (Manchester City) Tổ trọng tài - Trợ lý trọng tài: - Michael McDonough - Richard West - Trọng tài bàn: Anthony Taylor - Trọng tài dự bị: Charles Breakspear | Luật: - 90 phút. - Penalty nếu kết thúc bằng tỉ số hòa. - 7 cầu thủ trong danh sách dự bị. - 3 quyền thay người. |

### Thông số trận đấu
|                        | Chelsea | Manchester City |
| ---------------------- | ------- | --------------- |
| Dứt điểm               | 9       | 13              |
| Dứt điểm trúng cầu môn | 5       | 9               |
| Kiểm soát bóng         | 46%     | 54%             |
| Phạt góc               | 5       | 9               |
| Số lần phạm lỗi        | 14      | 14              |
| Việt vị                | 0       | 0               |
| Thẻ vàng               | 5       | 3               |
| Thẻ đỏ                 | 1       | 0               |

Nguồn: ITV Sport